# Túpolev ANT-17
El Túpolev ANT-17 (también conocido como TSh-B, TSh-1) fue un diseño soviético de finales de los años 20 del siglo XX, de la Oficina de Diseño Túpolev, de un avión de ataque al suelo.

## Diseño y desarrollo
A finales de los años 20, los ejércitos sufrieron una tendencia general hacia la mecanización, en la forma de tanques y vehículos blindados ligeros. Este desarrollo demandó un nuevo tipo de avión de combate capaz de ocuparse de los vehículos blindados utilizados por las fuerzas terrestres.
En 1929, la OKB Túpolev acometió el diseño de un avión poco convencional con el máximo armamento ofensivo y protección blindada. El ANT-17 era un biplano de cuatro asientos armado con un cañón sin retroceso diseñado por Leonid Kurchevskiy, 8 ametralladoras y más de 1400 kg (3000 lbs) de bombas. El ANT-17 habría llevado 910 kg (2000 lbs) de blindaje. Desafortunadamente, el peso del mismo hizo que Túpolev dudase de la habilidad del ANT-17 de alcanzar las prestaciones requeridas, por lo que el proyecto fue cancelado.
El proyecto llegó a ser designado dentro de la categoría de TSh (Tyazheli Shturmovik, ataque a tierra pesado) como TSh-1 o TSh-B, pero, al ser abandonado, la designación fue utilizada más tarde por una versión del Polikarpov R-5.

## Aeronaves relacionadas

### Secuencias de designación
- Secuencia ANT-_ (interna de Túpolev): ← ANT-13 - ANT-14 - ANT-16 - ANT-17 - ANT-18 - ANT-20 - ANT-21 →